# Toirão (ave)

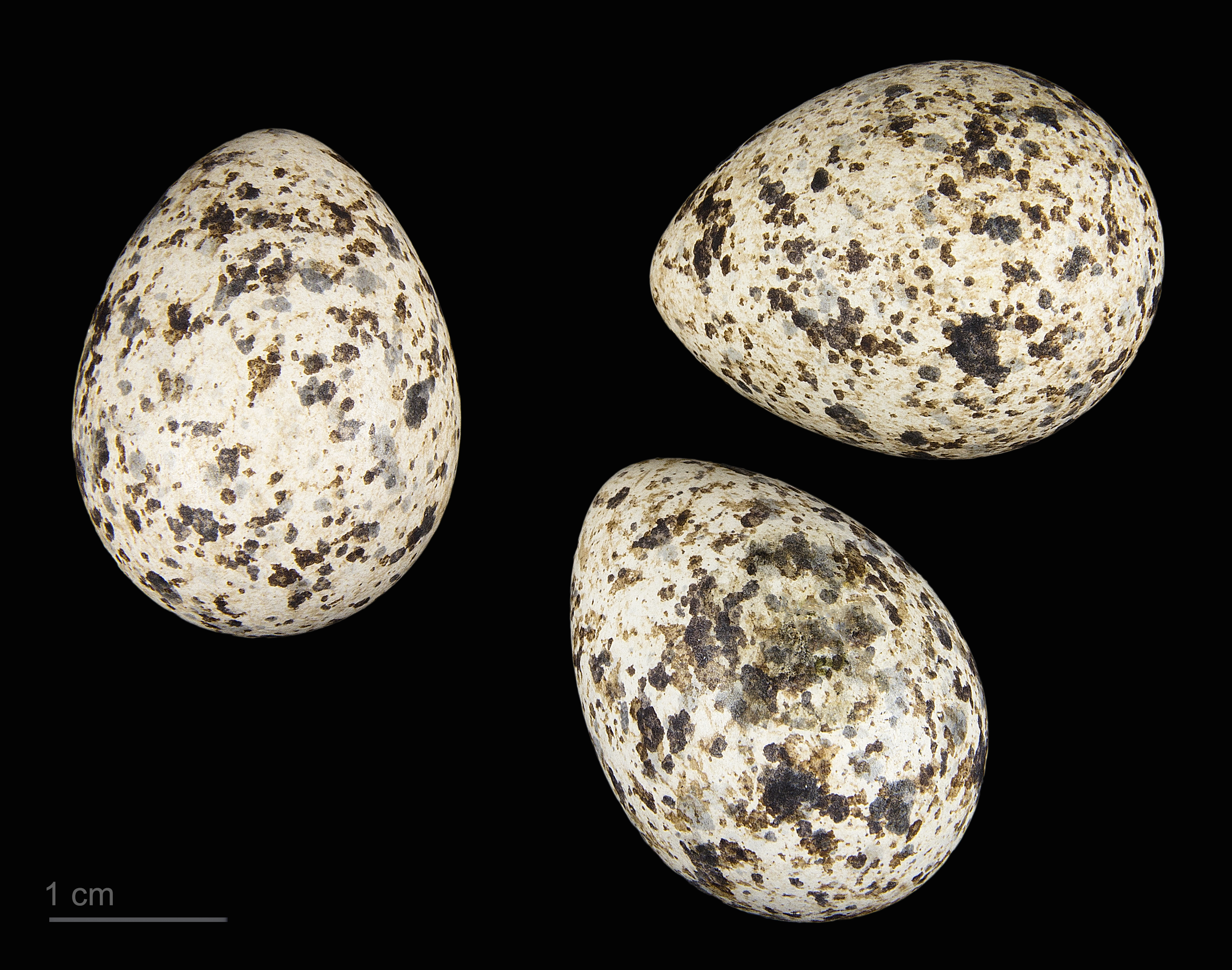
Turnix sylvaticus - MHNT

O toirão-do-mato (Turnix sylvaticus) é uma ave parecida com uma codorniz mas que é mais próximo das gaivotas. Distribui-se pela África tropical, havendo uma população residual no sul de Espanha, a subespécie Turnix sylvaticus sylvatica. Em Portugal terá ocorrido até meados do século XX, estando actualmente considerado extinto.